# ヒ40船団
ヒ40船団（ヒ40せんだん）は、太平洋戦争中の1944年2月に運航された日本の護送船団。日本本土へ石油を輸送するためタンカーを中心に編成された重要船団だったが、アメリカ海軍の潜水艦の攻撃で全てのタンカーを撃沈された。ヒ40船団の壊滅は日本海軍に衝撃を与え、日本が海上護衛戦術を大船団主義に転換するきっかけとなった。

## 背景
南方作戦で順調にオランダ領東インドなどの油田を占領した日本だったが、採掘した石油の日本本土への移送はあまり順調ではなかった。大型タンカーの多くが海軍の補給艦として徴用されてしまったことや、戦時標準船型タンカーの建造の遅れなどが要因だった。1943年度（昭和18年度）の日本の石油需要を充たすには約360万トンの輸入が必要と計算されていたが、輸入実績は1943年末の段階で185万トンにとどまっていた。
日本は、1943年7月、シンガポール（当時の日本側呼称は昭南）と門司を結ぶ石油専用船団であるヒ船団を創設していた。ヒ40船団の呼称は、通算40番目のヒ船団（日本へ帰る復路の20番目）を意味する。石油の戦略的価値から重要船団とみなされたヒ船団ではあったが、護衛の実態は1船団あたり海防艦か旧式駆逐艦1隻程度と脆弱であった。これは、長距離護衛が可能な護衛艦の絶対数の不足と、船団編成の待機時間短縮のため5隻程度の小規模な船団で小出しに運航していたことに起因した。海上護衛総司令部などから、船団を集約・大型化して防御力を高めるべきだとの見解も出ていたが、他の部門からは船の運航効率向上のため船団を解いた自由航行を求める意見すら出ていた。
日本にとって幸いなことに、アメリカ海軍の通商破壊による被害は1943年末頃まで南方資源航路ではあまり生じていなかった。これはアメリカ海軍の潜水艦兵力不足や魚雷の不調などが理由だった。しかし、アメリカ海軍は1943年9月から日本のタンカーを潜水艦の重点攻撃目標に指定しており、次第に潜水艦戦力が充実してくると、1944年1月にはタンカー9隻（計75447総トン）撃沈というこれまでにない戦果を記録した。2月3日にも、ヒ40船団に先立って日本へ向かったヒ30船団（タンカー2隻・貨物船2隻・海防艦1隻）が、アメリカ潜水艦の襲撃を受けてタンカー2隻を撃沈される大損害を出していた。

## 航海の経過

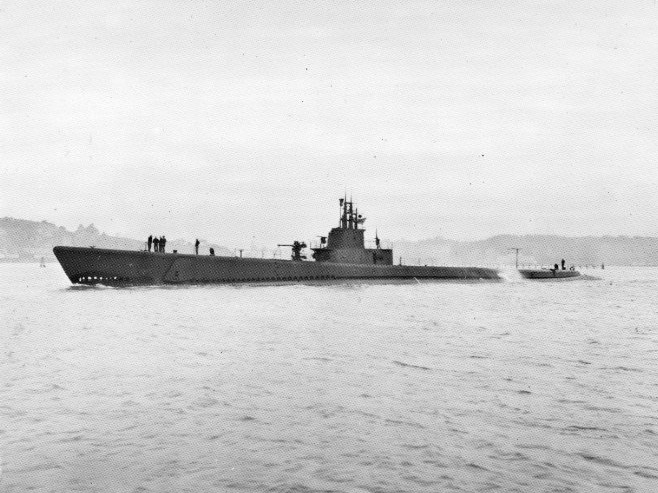
ヒ40船団のタンカーのうち4隻を餌食にしたアメリカ潜水艦「ジャック」

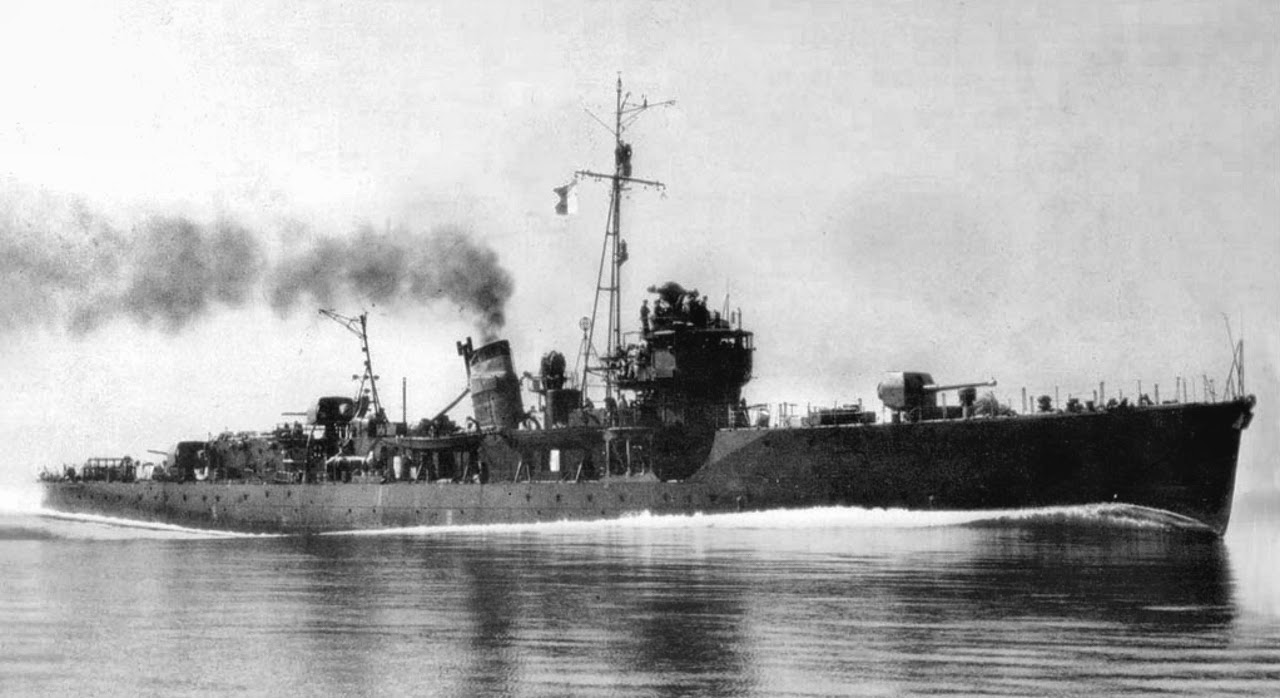
海防艦「占守」。本来の用途は国境警備で対潜能力が不足していた。

ヒ40船団は、シンガポールにて、タンカー5隻と豪華客船「浅間丸」および海防艦「占守」をもって編成された。タンカーは、1隻が1TL型戦時標準タンカーの1万総トン級大型船、4隻がTM型平時標準タンカー、1TM型戦時標準タンカーの5000総トン級中型船で、いずれも原油等を満載状態だった。護衛の「占守」は本来は北洋漁業の保護など国境警備を任務とする艦で、戦時中に量産された改良型の海防艦に比べると対潜戦闘能力はあまり優秀ではなかった。
2月13日午後4時に、ヒ40船団は出航した。船団は輸送船を二列縦隊に組み、その前方を「占守」が警戒するという方式で、南シナ海の中央を突破する航路を採った。
2月19日朝、南シナ海上を航行中のヒ40船団は、アメリカ潜水艦「ジャック」に発見された。「ジャック」のダイカース艦長は魚雷攻撃を命じ、4時42分に2隻の目標に向けて魚雷を3本ずつ計6本発射。TM型平時標準タンカー「南栄丸」（日東汽船、5,019総トン）が魚雷2本を受ける。同船は大爆発を起こした後沈没した。また、1TM型戦時標準タンカー「国栄丸」（日東汽船、5,155総トン）も魚雷2本を受け、北緯14度34分 東経114度11分 / 北緯14.567度 東経114.183度の地点で沈没した。船団は針路を変えて全速で退避したが、「ジャック」は先回りをして船団を待ち受けており、午後に船団を再度発見した「ジャック」は、同日1849、北緯15度46分 東経115度57分 / 北緯15.767度 東経115.950度地点にて2隻のタンカーに対して魚雷を4本発射。石油7,500トンを輸送中の平時標準タンカー「一洋丸」（浅野物産、5,106総トン）、同じく平時標準タンカー「日輪丸」（昭和タンカー、5,163総トン）を撃沈した。
「占守」は残存船2隻を率いて台湾東岸まで逃れた。この間の19日夜から23日まで、高雄へ向け南下中のヒ45船団から分離した駆逐艦「汐風」が護衛に協力した。しかし、「汐風」がヒ45船団に戻った後の2月24日0336、今度は別のアメリカ潜水艦「グレイバック」に発見された。敵潜水艦に気付いた「浅間丸」が警報を発し、1TL型戦時標準タンカー「南邦丸」（飯野海運、10,033総トン）が威嚇のため砲撃や爆雷投下を行った。「グレイバック」は0345に魚雷を発射、回避運動の甲斐なく南邦丸は2発を被雷し、北緯24度20分 東経122度25分 / 北緯24.333度 東経122.417度地点で積載油に引火爆沈した。「浅間丸」も魚雷1本を受けて小破した。なお、「グレイバック」は無事に戦場を離脱したが、その後に行方不明となっている。
損傷した「浅間丸」だけとなったヒ40船団は、かろうじて台湾の高雄に入港したところで、途中解散となった。海防艦「占守」は、後続のヒ42船団に合流して基隆港まで護衛している。

## 結果と影響
ヒ40船団の壊滅は、積荷の石油が届かなかったばかりでなく、ただでさえ不足がちなタンカーを消耗したことが日本にとって大きな痛手となった。同月17-18日にはトラック島空襲も重なり、1944年2月の日本商船の損失量は月初の保有船腹の1割を超える非常事態となった。
1944年2月にヒ30船団、ヒ40船団と相次いで敗北を経験した日本海軍は、海上護衛総司令部の発案にもとづいて、ヒ船団の運用方針を大船団主義に転換することになった。これは船団の運航頻度を減らして1個の船団の規模を大型化、護衛艦艇の集中を図る戦術であった。「占守」のような1隻だけの護衛艦の無力さが明らかになり、特にアメリカ潜水艦が群狼作戦を採用しつつあることからも、1個の船団に複数の護衛艦が必要と認識されたのであった。こうしてヒ40船団の苦い教訓を経て採用された大船団主義は、ヒ63船団などのように日本の船舶消耗をある程度防いでいくことになる。
アメリカ海軍は、日本陸軍の船舶暗号通信を解読することによって、3月には本船団の損害状況を正確に把握していた。本船団攻撃の際に1隻でタンカー4隻を沈める大戦果を挙げた潜水艦「ジャック」は、アメリカ海軍の潜水艦部隊内で「ジャック・ザ・タンカーキラー」（タンカー殺しのジャック）の異名をとるようになった。